# Вудланд Парк (Њу Џерзи)
Вудланд Парк (енгл. Woodland Park) град је у америчкој савезној држави Њу Џерзи.

## Демографија
По попису из 2010. године број становника је 11.819.
| Група             | 2000.    | 2010.         |
| Белци             | 0 (0,0%) | 8.233 (69,7%) |
| Афроамериканци    | 0 (0,0%) | 500 (4,2%)    |
| Азијати           | 0 (0,0%) | 496 (4,2%)    |
| Хиспаноамериканци | 0 (0,0%) | 2.442 (20,7%) |
| Укупно            | 0        | 11.819        |